# Tauste
Tauste est une commune d’Espagne, dans la province de Saragosse, communauté autonome d'Aragon, de la comarque de Cinco Villas.

## Personnalités liées à la commune
- Adriano de las Cortes (vers 1580-1629), prêtre jésuite et missionnaire, est né à Tauste.

## Jumelage
- Espalion, (Aveyron), France
- Langhirano, Italie